# Реконструкція НСК «Олімпійський» 2008-2011
Реконструкція Національного спортивного комплексу "Олімпійський" розпочалася у серпні 2008 року в межах підготовки  та проведення в Україні фінальної частини чемпіонату Європи 2012 року з футболу. 
Реконструкція стадіону НСК "Олімпійський" передбачала створення сучасної арени, на базі старої споруди. У проекті реконструкції збережено існуючий автентичний насип нижнього ярусу і другого залізобетонного ярусу трибун. 
Сучасного обличчя стадіону надає скляний фасад та покриття у вигляді підвісного навісу з напівпрозорої синтетичної мембрани, що накриває 100% глядацьких місць; покрівля-мембрана пропускає на поле сонячні промені і поліпшує, таким чином, ріст трав'яного газону. Новий стадіон поєднає 80-літню спортивну історію України, європейський досвід та надсучасні технології.
Проект реконструкції до проведення Євро 2012 року виконало німецьке архітектурне бюро GMP, Німеччина (адаптер в Україні – ПТАБ «Ю.Серьогін» - договір з GMP). Науково-технічний супровід: Науково-дослідний інститут будівельного виробництва, науково-дослідний інститут будівельних конструкцій. Генеральні підрядники реконструкції: Акціонерне товариство Холдингова компанія "Київміськбуд", ТОВ "АК Інжинірінг", ТОВ «Завод Майстер-Профі Україна». На об’єкті цілодобово у 3 зміни було задіяно до 2000 робочих.

## Хід реконструкції
11 березня 2008 року — був оголошений відкритий архітектурний конкурс на найкращу проектну пропозицію щодо реконструкції НСК «Олімпійський».
20 березня — 15 жовтня 2008 року — на площі перед НСК почався демонтаж наземної частини недобудованого торгово-розважального центру «Троїцький». Під час демонтажу було вивезено 30 тонн залізобетону, металу та арматури.
6 серпня 2008 року — підписано договір на виконання проектних робіт реконструкції НСК між державним підприємством НСК «Олімпійський» та німецькою компанією GMP.
28 листопада 2008 року — Уряд України резолюцією затвердив першого генпідрядника забудови — ХК «Київміськбуд».
1 грудня 2008 року — на «Олімпійському» стартували будівельні роботи. Субпідрядником по постачаню арматури була компанія «Вартіс». Так почалося укріплення першого ярусу трибун та заміни інженерних мереж.
30 січня 2009 року — на стадіоні закладено останню 448-му палю фундаменту нижнього ярусу трибун.
9 березня 2010 року — почали монтувати першу колону — опору навісу над трибунами, цей процес тривав 34 години. Жорстка конструкція складається з 80 опор. Екватор з 40 встановленими колонами НСК був пройдений на початку липня. Загалом на «колонний» етап було затрачено близько 7 місяців.
9 березня — 29 вересня 2010 року — 7 місяців тривав монтаж конструкції яка складалась з 80 опорних колон даху над трибунами, першу колону встановили за 34 години. Екватор з 40 встановленими колонами НСК був пройдений на початку липня.
21 вересня 2010 — 17 квітня 2011 року — тривав монтаж унікальної вантової системи покриття над трибунами стадіону. Покриття «Олімпійського» вважається надскладним з точки зору інженерних рішень. Адже мембранний дах над трибунами утримуватиметься за допомогою надміцних тросів, або вантів. Період підготовки до монтажу і розкладки вантів зайняв близько місяця.
19 жовтня 2010 року — на стадіоні було залито останній куб бетону для влаштування ригелів верхнього ярусу трибун VIP-зони. Загалом реконструкція головної арени проковтнула майже 119 тисяч м³ бетону та 37 148 тон металопрокату.
15 квітня — 17 квітня 2011 року — відбувалась грандіозна операція «вантовий підйом», одна за найвидовищніших в історії реконструкції. На дах київського стадіону підтягнули ванти, вагою 765 тонн. Та підготовку до «великого підйому» було розпочато ще у липні 2010 року, коли на трибунах «Олімпійського» почали встановлювати дерев'яні піддони для розкладки 80 пар радіальних вантів..
18 травня 2011 року — на стадіоні з'явились перші «парасольки» для монтажу на даху стадіону.
14 червня 2011 року — на арені змонтовані перші 50 із 70 050 крісел. Всі сидіння виготовлені з високоякісного вогнетривкого матеріалу. Аналогічні крісла встановлені на стадіонах «Олімпійський» та «Уемблі» у Лондоні, та «Соккер сіті» у Йоханесбурзі (Південна Африка). Всього на НСК передбачено шість типів сидінь: стандартні, для незрячих із додатковим обладнанням, сидіння для VIP та бізнес секторів, для людей з особливими потребами і для супроводжуючих осіб, а також сидіння для гравців. Кольорова гама крісел — у патріотичних синьо-жовтих кольорах..
21 червня — 23 червня 2011 року — тривав монтаж величезних LED відеотабло.
23 червня — 28 вересня 2011 року — тривав монтаж мембрани даху. Тентове покриття було розділене на 80 секторів, щоб монтажники та альпіністи частинами накривали НСК «Олімпійський». Мембрану за спеціальним замовленням було виготовлено в Німеччині. Вже готове полотно відправили до Таїланду, де його розкроїли на 80 секторів та привезли до Києва. За словами виробників, мембрана є надлегкою, дуже міцною та вогнетривкою, здатною витримати температуру до 260 градусів. Її міцність становить 13 тонн на метр, а вага лише 1 кг/кв.м. Тефлонове покриття допомагає їй самоочищатися. Загальна площа покриття навісу над трибунами становить близько 48000 квадратних метрів, що робить дах НСК одним з найбільших у Європі. (відео процесу монтажу на YouTube).
22 серпня — 26 серпня 2011 року, протестували інженерні мережі поля: систему дренажу, поливу та підігріву..
24 серпня 2011 року — були запущені в роботу найбільші в Україні відеотабло. Під мембранним дахом над трибунами було встановлено 2 кольорові світлодіодні LED відеотабло німецького виробництва здатні відображати до 4,4 трильйонів кольорів, площею 103 м² та вагою 9,5 тонн кожне. О 10 годині на екранах почалася трансляція відеопривітання з 20 річницею незалежності України (відеозапис на YouTube)..
31 серпня — 4 жовтня 2011 року — відбувалося встановлення прозорих куполів підвісних розпірних конструкцій -«парасольок». Вони є невід'ємними архітектурно-інженерними частинами покрівлі стадіону та виконують відразу декілька функцій: 1)забезпечують натяжку мембрани; 2) надають їй унікальну хвилясту форму для забезпечення самовідтоку опадів і попередження скупчення снігу в одному місці; 3) забезпечують додаткове Природне освітлення поля за рахунок прозорого купола з ETFE плівки. Всього у конструкції даху розміщується 640 парасольок, по 8 у кожному з 80 секторів. У кожному секторі парасольки мають різний розмір: найбільші вагою майже 1 т висотою 6 м і діаметром купола 3,5 м встановлюються уздовж балок нижнього кільця, найменші вагою 500 кг висотою 2,5 м і діаметром купола 2 м — уздовж внутрішнього вантового кільця.
7 вересня — 15 вересня 2011 року — на полі за 8 днів уклали натуральний газон (відео процесу на YouTube). 800 рулонів з натуральним трав'яним покриттям загальною площею 8395 м² привезли на стадіон зі Словаччини у 10 фурах з холодильними камерами. Вага кожного рулону, який має площу 10 м² — 800 кг. На його вирощування знадобилося більше 2 років.
14 вересня 2011 року — в бізнес-секторі почали встановлювати сидіння. Ці сидіння підвищеного комфорту мають м'яку оббивку зі штучної шкіри та обладнані підлокітниками.
23 вересня 2011 року — президент України Віктор Янукович під час візиту випробував новий газон, двічі забивши м'яч по воротам (відео візиту на YouTube).
28 вересня 2011 року — НСК «Олімпійський» відвідав Президент УЄФА Мішель Платіні під час візиту він також забив м'яч у ворота (відео візиту на YouTube).
7 жовтня 2011 року — на стадіоні було завершено основні будівельні роботи та відкрито Троїцьку площу перед стадіоном.
8 жовтня 2011 року — Президент України Віктор Янукович офіційно відкрив стадіон після реконструкції та відбулося святкове шоу.
11 листопада 2011 — перший футбольний матч після реконструкції.